# Little Gloria... Happy at Last
Little Gloria... Happy at Last is een miniserie uit 1982 onder regie van Waris Hussein. De miniserie is gebaseerd op een roman van Barbara Goldsmith en werd genomineerd voor zes Primetime Emmys, maar won er geen. Het kreeg ook een Golden Globe-nominatie. 
De miniserie werd op 31 oktober en 7 november 1988 onder de titel Gloria Vanderbilt uitgezonden op de AVRO en kreeg daarbij enkele aandacht van de Nederlandse pers.

## Verhaal
De miniserie begint in New York in 1922. De draad van het verhaal wordt opgenomen als de schatrijke Reginald Vanderbilt, het dan 43-jarige hoofd van de Vanderbilt familie, verliefd wordt op Gloria Morgan. Zij is, hoewel zij pas 17 jaar oud is, geen onbeschreven blad. Vooral om die reden wordt de romance niet toegejuicht door Reginalds moeder Alice. Reginald en Gloria trouwen in 1923 en krijgen een jaar later een dochtertje, 'kleine Gloria'. 
Emma Kieslich, haar Ierse kinderjuffrouw, slaapt na maanden nog naast de wieg van de Vanderbilt-baby. Zij ziet het als haar voornaamste taak 'kleine Gloria', die protestants is gedoopt, onder de paraplu van de heilige moederkerk te brengen. Zij gaat daarbij zover dat ze het kind, dat in plaats van een rammelaar als eerste speelgoed een zilveren kruisje in de hand krijgt geduwd, in het geheim rooms-katholiek laat herdopen.
In 1925 sterft Reginald aan een leverkwaal, het gevolg van overmatig drankgebruik. Zijn verscheiden veroorzaakt grote opschudding als niet zijn jonge weduwe maar zijn dochtertje zijn bezittingen erft. De net aan de wieg ontgroeide Gloria wordt een van de rijkste kinderen van Amerika. Kleine Gloria trekt al jong met haar avontuurlijke moeder, die financieel van haar afhankelijk is geworden, de wereld door. In Amerika leeft zij in imposante landhuizen en wordt rondgereden in de nieuwste auto's met fraai geüniformeerde chauffeurs. Gelukkig is kleine Gloria echter niet. 
Als Amerika in rep en roer raakt door de ontvoering van de baby van Charles Lindbergh, wordt rondom kleine Glroia een streng veiligheidscordon opgetrokken. Het meisje raakt er zo door uit haar doen dat ze 's nachts gillend wakker wordt. Zelfs Sigmund Freud wordt in eigen persoon geconsulteerd. Glroia's moeder onttrekt zich aan die perikelen. Zij vermaakt zich in Europa. Daarmee geeft zij Emma Kieslich volop kansen om kleine Gloria volgens haar denkbeelden op te voeden. 
Steeds meer wordt het meisje een speelbal van de familie Vanderbilt, die moeder Gloria niet als geschikte opvoedster ziet. Het familiedrama bereikt ee dieptepunt als de moeder van kleine Gloria een proces begint en ten dele wint om haar recht te zoeken. Amerika smult als de vuile was van de Vanderbilts buiten wordt gehangen. Thelma, de charmante tante van kleine Gloria, komt uit Engeland over naar New York om haar zuster bij te staan. Zij laat haar minnaar, de Britse kroonprins Edward, over aan de zorgen van haar beste vriendin Wallis Simpson.

## Cast
| Acteur              | Personage                   |
| ------------------- | --------------------------- |
| Martin Balsam       | Nathan Burkan               |
| Bette Davis         | Alice Gwynne Vanderbilt     |
| Lucy Gutteridge     | Gloria Morgan Vanderbilt    |
| Michael Gross       | Gilchrist                   |
| Angela Lansbury     | Gertrude Vanderbilt Whitney |
| John Hillerman      | Maury Paul                  |
| Barnard Hughes      | Justice John Francis Carew  |
| Glynis Johns        | Laura Fitzpatrick Morgan    |
| Christopher Plummer | Reggie Vanderbilt           |